# Tanauan
Tanauan – miasto na Filipinach w regionie CALABARZON, na wyspie Luzon. W 2010 roku liczyło 152 393 mieszkańców.